# Ramphastinae
Sous-famille
La sous-famille des Ramphastinae (ou Ramphastinés) comprend entre 34 et 40 espèces de toucans, d'araçaris et de toucanets. Ce sont des oiseaux arboricoles très colorés, de taille moyenne à grande (30 à 61 cm), à bec énorme et longue queue.
Ils sont endémiques à la zone néotropicale (Amérique intertropicale), avec la plus grande diversité en Amazonie. Ils vivent dans la forêt tropicale, surtout de plaine, mais atteignent la zone tempérée en montagne.

## Listes alphabétique des genres
- Andigena (f.) Gould, 1851
- Aulacorhynchus (m.) Gould, 1835
- Baillonius (m.) Cassin, 1868
- Pteroglossus (m.) Illiger, 1811
- Ramphastos (m.) Linnaeus, 1758
- Selenidera (f.) Gould, 1837

## Liste des espèces
N.B. : l'ordre de cette liste n'est pas aléatoire, il correspond à des liens de parenté entre les différentes espèces (phylogénie). Elle a été établie à partir des listes d'Alan P. Peterson et de la Commission internationale des noms français des oiseaux (Cinfo).
- Toucanet émeraude — Aulacorhynchus prasinus (Gould, 1833)
- Les trois espèces suivantes sont parfois considérées comme des sous-espèces de A. prasinus
  - Aulacorhynchus (prasinus) wagleri (J.H.C.F. Sturm & J.W. Sturm,  1841)
  - Aulacorhynchus (prasinus) caeruleogularis (Gould, 1854)
  - Aulacorhynchus (prasinus) cognatus (Nelson, 1912)
- Toucanet à bec sillonné — Aulacorhynchus sulcatus (Swainson, 1820)
- Toucanet de Derby — Aulacorhynchus derbianus Gould, 1835
- Toucanet à croupion rouge — Aulacorhynchus haematopygus (Gould, 1835)
- Toucanet à sourcils jaunes — Aulacorhynchus huallagae Carriker, 1933
- Toucanet à ceinture bleue — Aulacorhynchus coeruleicinctis Orbigny, 1840
- Araçari vert — Pteroglossus viridis (Linnaeus, 1766)
- Araçari de Humboldt — Pteroglossus inscriptus Swainson, 1822
- Araçari à double collier — Pteroglossus bitorquatus Vigors, 1826
- Araçari d'Azara — Pteroglossus azara (Vieillot, 1819)
- Araçari grigri — Pteroglossus aracari (Linnaeus, 1758)
- Araçari à oreillons roux — Pteroglossus castanotis Gould, 1834
- Araçari multibande — Pteroglossus pluricinctus Gould, 1836
- Araçari à collier — Pteroglossus torquatus (Gmelin, 1788)
- Les deux espèces suivantes sont parfois considérées comme des sous-espèces de P. torquatus
  - Araçari à bec maculé — Pteroglossus (torquatus) sanguineus Gould, 1854
  - Araçari à bec clair — Pteroglossus (torquatus) erythropygius Gould, 1843
- Araçari de Frantzius — Pteroglossus frantzii Cabanis, 1861
- Araçari de Beauharnais — Pteroglossus beauharnaesii Wagler, 1832
- Araçari de Baillon — Baillonius bailloni (Vieillot, 1819)
- Toucanet à oreilles d'or — Selenidera spectabilis Cassin, 1858
- Toucanet koulik — Selenidera culik (Wagler, 1827)
- Toucanet de Reinwardt — Selenidera reinwardtii (Wagler, 1827)
- Toucanet de Natterer — Selenidera nattereri (Gould, 1836)
- Toucanet de Gould — Selenidera gouldii (Natterer, 1837)
- Toucanet à bec tacheté — Selenidera maculirostris (Lichtenstein, 1823)
- Toucan bleu — Andigena hypoglauca (Gould, 1833)
- Toucan montagnard — Andigena laminirostris Gould, 1851
- Toucan à capuchon — Andigena cucullata (Gould, 1846)
- Toucan à bec noir — Andigena nigrirostris (Waterhouse, 1839)
- Toucan à ventre rouge. Ramphastos dicolorus Linnaeus 1766
- Toucan ariel. Ramphastos vitellinus Lichtenstein, 1823
- Toucan du Choco — Ramphastos brevis Meyer de Schauensee, 1945
- Toucan à carène — Ramphastos sulfuratus Lesson, 1830
- Toucan toco — Ramphastos toco Statius Muller, 1776
- Toucan à bec rouge — Ramphastos tucanus Linnaeus, 1758.
- L'espèce suivante est parfois considérée comme une sous-espèce de R. tucanus
  - Toucan de Swainson Ramphastos (tucanus) swainsonii Gould, 1833
- Toucan tocard — Ramphastos ambiguus Swainson, 1823